# Oenanthe gallaecica
Oenanthe gallaecica är en flockblommig växtart som beskrevs av Carlos Pau och Baltasar Merino. Oenanthe gallaecica ingår i släktet stäkror, och familjen flockblommiga växter. Inga underarter finns listade i Catalogue of Life.